# Drohovîj, Mîkolaiiv
Drohovîj (în ucraineană Дроговиж) este localitatea de reședință a comunei Drohovîj din raionul Mîkolaiiv, regiunea Liov, Ucraina.

## Demografie
Componența lingvistică a localității Drohovîj
     Ucraineană (99,33%)
     Alte limbi (0,53%)
Conform recensământului din 2001, majoritatea populației localității Drohovîj era vorbitoare de ucraineană (99,33%), existând în minoritate și vorbitori de alte limbi.